# Arista Records
Arista Records es un sello discográfico subsidiario de Sony Music fundado en 1974 por Clive Davis después de ser despedido de Discos CBS. Arista Records nació como una fusión de tres compañías diferentes, todas ellas subsidiarias de Columbia Pictures: Colpix Records, Colgems Records y Bell Records. Aunque en sus inicios el nombre permaneció como Bell Records, fue cambiado dos años después a Arista Records.
En 1979, Arista fue traspasada al grupo alemán Ariola Records para evitar la bancarrota de Columbia. En 1986, Ariola se unió a RCA Records, y la compañía pasó a llamarse Bertelsmann Music Group (BMG), aunque las ediciones de Arista no fueron etiquetadas como BMG-Arista hasta 1987.
El éxito de la década de los '80 gracias a incipientes artistas como Whitney Houston, Taylor Dayne o el Grupo Exposé hizo que Arista absorbiese a otras discográficas, como Northwestside Records, Deconstruction Records, First Avenue Records y Dedicated Records en el Reino Unido. Sin embargo, la compañía se vio envuelta en un escándalo con el dúo alemán Milli Vanilli. El grupo había publicado su álbum debut, Girl You Know It's True, un gran éxito que consiguió un premio Grammy y los más altos puestos en el Reino Unido y en los Estados Unidos. Pero en 1990, el productor Frank Farian reveló que el dúo alemán no había participado en la grabación del disco, y el vocalista del grupo reconoció que habían estado utilizando un synclavier.
Esto ocasionó un gran escándalo en la industria musical, puesto que varios artistas, sobre todo aquellos que solían emplear técnicas electrónicas en las grabaciones, se situaron en el ojo del huracán. Clive Davis rescindió el contrato al dúo alemán y eliminó del catálogo su disco.
Coincidiendo con el 25º aniversario de la firma, BMG forzó al despido a Clive Davis y colocó en su puesto a L.A. Reid. Bajo el mandato de Reid se contrataron a artistas como Avril Lavigne, Usher o Outkast. No obstante, sus extravagancias y su despilfarro hicieron perder dinero a BMG, y fue despedido. De este modo, Arista se fusionó con J Records en 2005, y pasó a operar bajo RCA Records, con Davis como máximo responsable de nuevo.
El 7 de octubre de 2011 Arista Records, junto a Jive Records y J Records, fueron fusionadas con RCA Records, formando así un solo sello. Los artistas de Arista Records pasaron a RCA Records. Pero en julio de 2018, Sony Music revivió la compañía como una etiqueta de primera línea. El expresidente de Island Records, David Massey lidera Arista.
- Datos: Q664167